# Sorgun (rivière)
Pour les articles homonymes, voir Sorgun.
La rivière de Sorgun (Sorgun Deresi ou Aksu Çayı) est un cours d'eau de Turquie coupé par le barrage de Sorgun dans la province d'Isparta. Cette rivière est un affluent du fleuve Köprüçay.